# Silnice II/330
Silnice II/330 je silnice II. třídy spojující okresy Kolín a Nymburk ve Středočeském kraji. Silnice začíná v Českém Brodě, vede severovýchodním směrem přes Sadskou a Nymburk a u Činěvsi se napojuje na silnici I/32.

## Vedení silnice

### Okres Kolín
- Český Brod, křižovatka s II/113 a II/272
- Poříčany
- mimoúrovňové křížení s dálnicí D11, E67

### Okres Nymburk
- přeložka mimo zastavěné území obce Třebestovice
- křižovatka a souběžný provoz s II/611
- Sadská
- křižovatka s II/334 a II/611
- Zvěřínek
- křížení s železniční tratí Poříčany – Nymburk
- Nymburk
- křižovatka a souběžný provoz s II/503 a II/331
- křižovatka s II/331
- nadjezd nad železniční tratí Nymburk – Kolín, podjezd pod spojkou na seřaďovací nádraží
- mimoúrovňové křížení s I/38
- Budiměřice
- Rašovice
- křižovatka a souběžný provoz s II/329
- Netřebice a křižovatka s II/329
- Činěves
- napojení na I/32